# Битва при Карансебешу
Битва при Карансебешу (нім. Rückzug von Karánsebes, тур. Şebeş Muharebesi) — битва австро-турецької війни, яка відбулася 17 вересня 1788 року поблизу сучасного румунського міста Карансебеш. Австрійська армія, що чекала на прибуття турецьких військ, була розбита після того, як кілька вояків, що напилися, влаштували бійку, до якої долучилася незабаром і решта армійських частин; втрати зросли через помилкові повідомлення про прибуття турків, що призвело до масової панічної втечі австрійської армії з поля бою.
Через несподіваний розвиток подій історія битви перетворилась на легенду.

## Перебіг подій
Австрійська армія, набрана з австрійців, сербів, хорватів та італійців з Ломбардії, а також інших меншин, багато з яких не могли зрозуміти одне одного, числом близько 100 тисяч, отаборилась навколо міста. Авангард з гусарів перейшов річку, щоб розвідати присутність турок-османів, але замість османів виявив циганський табір. Цигани запропонували гусарам шнапсу й ті його вжили.
Незабаром річку перетнули підрозділи піхоти і почали вимагати алкоголю для себе. П'яні гусари відмовили піхотинцям і почали споруджувати тимчасове укріплення навколо бочок. Почалася суперечка й один із солдатів вистрілив, після чого почався бій. Піхотинці, що не були учасниками зіткнення, але чули постріли, почали кричати: «Турки! Турки!». Гусари, вирішивши, що турки почали наступ, втекли з місця. Більша частина піхоти також побігла. Існує версія, що ситуація погіршилася, коли офіцери, намагаючись відновити порядок, скомандували: «Halt! Halt!», а солдати, що погано знали німецьку, сприйняли це як «Аллах! Аллах!»
За цих обставин командир артилерії наказав відкрити вогонь. Військо у таборі, прокинувшись від звуків битви, також відкрило вогонь і почало відступ.

## Наслідки
За два дні після події на поле бою прибула Османська армія, і виявила замість ворожої армії більше тисячі померлих і поранених солдатів, після чого без перешкод зайняла Карансебеш.